# El negre és el color dels déus
El negre és el color dels déus és un curtmetratge d'animació català dirigit per Marc Riba i Anna Solanas el 2002.

## Sinopsi
Un nen que passa un dia a la platja amb els seus pares descobreix amb pesar les diferències físiques que poden existir entre les persones de diferents races, com la dimensió dels pits o del penis. El seu pànic s'incrementa quan un nen negre nou arriba al seu col·legi.

## Nominacions
- Goya al millor curtmetratge d'animació (2002).[2]